# The Oscar Pettiford Orchestra in Hi-Fi, Vol.2
The Oscar Pettiford Orchestra in Hi-Fi, Vol.2 è un album di Oscar Pettiford, pubblicato dalla ABC-Paramount Records nel 1958.I brani dell'album furono registrati a New York nelle date indicate nella lista tracce.

## Tracce
Lato A
1. Now See How You Are – 5:10 (Oscar Pettiford, Woody Harris) – Registrato il 23 agosto 1957 a New York
2. Laura – 3:40 (Johnny Mercer, David Raksin) – Registrato il 30 agosto 1957 a New York
3. Aw! Come On – 3:55 (Oscar Pettiford) – Registrato il 23 agosto 1957 a New York
4. I Remember Clifford – 4:42 (Benny Golson) – Registrato il 23 agosto 1957 a New York

Lato B
1. Somewhere – 4:00 (Ray Copeland) – Registrato il 30 agosto 1957 a New York
2. Seabreeze – 2:54 (Larry Douglas) – Registrato il 6 settembre 1957 a New York
3. Little Niles – 4:40 (Randy Weston) – Registrato il 6 settembre 1957 a New York

## Musicisti
Brani A1, A3 e A4
- Oscar Pettiford - contrabbasso, violoncello
- Ray Copeland - tromba
- Art Farmer - tromba
- Al Grey - trombone
- Julius Watkins - corno francese
- David Amram - corno francese
- Gigi Gryce - sassofono alto
- Gigi Gryce - arrangiamenti
- Benny Golson - sassofono tenore
- Benny Golson - arrangiamenti
- Jerome Richardson - sassofono tenore, flauto
- Sahib Shihab - sassofono baritono
- Dick Katz - pianoforte
- Gus Johnson - batteria
- Betty Glamann - arpa

Brani A2 e B1
- Oscar Pettiford - contrabbasso, violoncello
- Ray Copeland - tromba
- Art Farmer - tromba
- Al Grey - trombone
- Julius Watkins - corno francese
- David Amram - corno francese
- Gigi Gryce - sassofono alto
- Gigi Gryce - arrangiamenti
- Benny Golson - sassofono tenore
- Benny Golson - arrangiamenti
- Jerome Richardson - sassofono tenore, flauto
- Sahib Shihab - sassofono baritono
- Dick Katz - pianoforte
- Gus Johnson - batteria
- Betty Glamann - arpa

Brani B2 e B3
- Oscar Pettiford - contrabbasso, violoncello
- Ray Copeland - tromba
- Kenny Dorham - tromba
- Al Grey - trombone
- Julius Watkins - corno francese
- David Amram - corno francese
- Gigi Gryce - sassofono alto, arrangiamenti
- Benny Golson - sassofono tenore, arrangiamenti
- Jerome Richardson - sassofono tenore, flauto
- Sahib Shihab - sassofono baritono
- Dick Katz - pianoforte
- Gus Johnson - batteria
- Betty Glamann - arpa[2]